# Murina balaensis
Murina balaensis (Soisook, Karapan, Satasook & Bates, 2013) è un pipistrello della famiglia dei Vespertilionidi endemico della Thailandia.

## Descrizione

### Dimensioni
Pipistrello di piccole dimensioni, con la lunghezza della testa e del corpo di 34,5 mm, la lunghezza dell'avambraccio tra 28 e 30,4 mm, la lunghezza della coda di 30,7 mm, la lunghezza del piede di 7 mm, la lunghezza delle orecchie tra 12,3 e 12,8 mm e un peso fino a 3,5 g.

### Aspetto
Le parti dorsali sono bruno-rossastre arancioni con la base grigio scura e cosparse di lunghi peli dorati, mentre le parti ventrali sono grigio-biancastre. La base dei peli è ovunque grigio scura. Le orecchie sono marroni con la base più chiara, arrotondate e prive di incavi sul bordo posteriore. Il trago è corto, affusolato e bianco. Le membrane alari sono marroni scure e attaccate posteriormente alla base dell'artiglio dell'alluce. I piedi sono piccoli e ricoperti di peli. La punta della lunga coda si estende leggermente oltre l'ampio uropatagio. Il calcar è lungo.

### Ecolocazione
Emette ultrasuoni sotto forma di impulsi di breve durata a banda larga e frequenza modulata iniziale di 145,9–164 kHz, finale di 62–67 kHz e massima energia a 84,6-107,3 kHz.

## Biologia

### Alimentazione
Si nutre di insetti.

## Distribuzione e habitat
Questa specie è conosciuta soltanto nella foresta di Bala, nella parte più meridionale della Thailandia peninsulare.
Vive nelle foreste sempreverdi tra 340 e 370 metri di altitudine.